# Daian-ji
Daian-ji (大安寺) és un dels Set Grans Temples budistes de la ciutat de Nara al Japó, que va ser fundat durant el període Asuka. Ha sofert una evolució des del període Nara fins al segle xix, quan va ser totalment restaurat i la formació del qual és la que avui dia es pot observar.

## Història
El Nihon Shoki registra la fundació del Kudara Dai-ji  (百済大寺, Kudara Dai-ji (百済大寺)), predecessor del Daian-ji, el 639 durant el regnat de l'emperador Jomei. Una pagoda de nou pisos va ser agregada poc després. Mogut durant el regnat de l'emperador Temmu, les excavacions han descobert els fonaments del lloc del Daikandai-ji ( (大官大寺, Daikandai-ji (大官大寺)), com llavors es coneixia, a set-cents metres al sud de la Muntanya Kagu. Com Yakushi-ji, i Gangō-ji, el temple es va traslladar a la nova capital de Heijō-kyō el 716/7, i va ser reconstruït com el Daian-ji el 729. La seva importància va disminuir quan la capital es va traslladar una altra vegada a Kyoto al final del període de Nara. Una successió d'incendis, un tifó el 1459 i terratrèmols el 1585 i el 1596 van destruir la major part del temple. Les bases de pedra de les antigues pagodes bessones van ser remogudes per ser reutilitzades a Kashihara Jingū el 1889, mentre que les ruïnes dels altres edificis es troben en propietats adjacents.

## Tresors
El temple alberga nou estàtues en un estil conegut com a Daianji-yoshiki, però l'aclamada estàtua de Siddharta Gautama, suposadament pertanyent al segle xii, considerada la major obra d'art en tota la regió de Nara, ara es troba perduda. Les següents estàtues del període Nara han estat designades com a propietats culturals importants: un Jūichimen Kannon, un Senjū Kannon, un Fukūkensaku Kannon, un Iōryū Kannon, Shō Kannon -tots Guan Yin- i un conjunt de Quatre Reis Celestials. Els registres del temple daten de l'era Tenpyō (747) també s'han designat com una característica cultural important i ara es guarden en la prefectura de Chiba.